# Никитин, Николай Михайлович
Николай Михайлович Никитин (31 января 1912, Самара — 16 мая 1992, Севастополь) — советский военный лётчик и военачальник, полковник  (31.07.1947).

## Биография
Родился 31 января 1912 года в семье рабочего в городе Самара. В 1928 году окончил 7 классов школы. 

### Военная служба

#### Межвоенные годы
27 декабря 1933 года призван в РККА Куйбышевским городским военным комиссариатом. В феврале 1935 года окончил 8-ю военную школу пилотов в городе Одесса. В звании старшины служил летчиком в 3-й истребительной авиационной эскадрильи ВВС Краснознаменного Балтийского флота.

С 14 декабря 1937 года по 10 июня 1938 года, под псевдонимом «Николас», участвовал в военных действиях в Испании. Совершил более ста боевых вылетов и в воздушных боях сбил лично истребитель Fiat CR.32 и в составе группы бомбардировщики He-111 и истребитель Me-109. За что был награждён орденами  Красного Знамени и Красной Звезды.
В 1936 году группа советских авиаторов прибыла в Испанию, чтобы защищать молодую республику. Среди них были два тогда еще совсем молодых летчика — Никитин и Багров. Как-то в обеденное время над аэродромом, где стояли их самолеты, появились фашистские истребители «мессершмитт» и «фиат». В считанные минуты Никитин и Багров поднялись в воздух. Бой был непродолжительным. От меткой очереди Никитина загорелся «мессер». Багров сбил «фиат».

Испанские летчики-республиканцы с ликованием встретили эту победу. Николай Никитин (или Николас, как они его звали) сразу, что называется, вырос в их глазах. Как и его товарищ, он был отличным пилотом и отважным воином. Республиканские летчики многое переняли у него. За героизм и мужество, проявленные в боях той поры, Николай Михайлович Никитин был награжден орденом Красного Знамени. Еще один такой орден получил он после советско-финляндского военного конфликте. Великую Отечественную войну Никитин встретил закаленным в воздушных схватках летчиком. Он командовал эскадрильей и, сражаясь в небе Ленинграда, сбросил на землю не одного фашистского аса. Орденом Ленина, третьим орденом Красного Знамени, орденом Красной Звезды увенчала страна его подвиги в эти годы. 
В сентябре 1938 года старший лейтенант Никитин назначен помощником командира 1-й эскадрильи 13-го истребительного авиационного полка ВВС Балтийского флота, а в мае 1939 года назначается  командиром  3-й эскадрильи в том же полку.  В  этой должности  участвовал в советско-финской войне. В период с 30 ноября 1939 года по 12 марта 1940 года совершил 59 боевых вылетов и 1 марта 1940 года во время штурмовки аэродрома противника в районе озера Хаукярви в составе группы истребителей И-16 уничтожил 6 самолетов противника, за что был награжден вторым орденом Красного Знамени. Член ВКП(б) с 1939 года.

#### Великая Отечественная война
С началом войны капитан Никитин служит в том же полку на должности командира 3-й эскадрильи 25 июня 1941 года эскадрилья под командованием Никитина передана в 5-й истребительный авиационный полк ВВС КБФ и участвовала в обороне острова Ханко и Ленинграда. 10 сентября того же года, в районе Красногвардейска лично сбил вражеский Ю-87, 14 сентября в районе Дудергофа вместе с лётчиками своей эскадрильи сбил немецкий He-126, 21 сентября будучи ведущим группы из девяти самолётов Никитин вступил в бой с группой самолётов противника численностью до 80-ти самолётов, в результате боя вражеские самолёты были вынуждены сойти с боевого курса, а два Ю-87, из их состава, были уничтожены. В этом воздушном бою в районе Низино был сбит, получил ожоги, но сумел выпрыгнуть на парашюте и на следующий день вернулся в полк. Всего же за период с сентября по ноябрь 1941 года эскадрилья под его командованием сбила 18 вражеских самолетов, за что Никитин был награждён орденом Ленина.
29 июня 1942 года майор Никитин был назначен командиром 3-го гвардейского истребительного авиационного полка ВВС КБФ. В составе этих частей участвовал в воздушных боях с немецкой авиацией при обороне кораблей и баз КБФ, а также совместно с авиацией Северного фронта1 — в оборонительных операциях по защите Ленинграда. 26 сентября 1942 года сбил истребитель Me-109 в районе поселка Дубровка. 29 сентября 1942 года сбил разведчик Ю-88 западнее реки Самарка и «за проявленное мужество и отвагу, за личные боевые успехи по разгрому немецких оккупантов» награжден третьим орденом Красного Знамени.
С 1 января по 1 апреля 1944 года подполковник Никитин временно исполнял должность командира 1-й гвардейской истребительной авиационной дивизии ВВС КБФ. 18 мая 1944 года назначен помощником командира по летной подготовке 1-й гвардейской истребительной авиационной дивизии ВВС КБФ. Части дивизии, кроме основной задачи по обороне кораблей и баз флота, привлекались для прикрытия и авиационной поддержки сил флота и наступающих войск Ленинградского фронта в Ленинградско-Новгородской, Выборгской, Свирско-Петрозаводской и Прибалтийской операциях «за умелое руководство частями дивизии в период заместительства и обеспечение сбития 136 самолетов противника, за личную храбрость в воздушных боях» награжден четвертым орденом Красного Знамени.
11 января 1945 года зачислен на академические курсы ВВС и ПВО при Военно-морской академии имени К. Е. Ворошилова. В мае 1945 года окончил обучение на курсах и был назначен помощником командира 15-й авиадивизии ВВС КБФ.
7 июня 1945 года «За личное и непосредственное участие в трех войнах, за 368 боевых вылетов, за проведение 35 воздушных боев, в результате которых сбито лично 4 самолета противника и в группе 5, за 29 успешно проведенных штурмовок, в результате которых врагу нанесен огромный урон в живой силе и военной технике, за умелую организацию и проведение боевых операций по уничтожению авиации противника в Финском заливе, в результате чего уничтожено 578 самолетов противника и потоплено 15 катеров, за образцовое прикрытие кораблей КБФ от авиации противника» командованием дивизии и флота гвардии подполковник Никитин был представлен к званию Героя Советского Союза. Однако представление не было реализовано. Награждён орденом Ушакова II степени.

#### Послевоенное время
С декабря 1945 года вновь исполнял должность заместителя командира 1-й гвардейской истребительной авиадивизии ВВС КБФ. С декабря 1947 года  гвардииполковник  Никитин служил заместителем командира 7-й истребительной авиадивизии ВВС 5-го военно-морского флота. 26 декабря 1950 года вступил в командование 509-й истребительной авиационной дивизией, входившей в состав 105-го истребительного авиакорпуса ВВС 5-го военно-морского флота. С 20 октября 1954 года находился на учебе на курсах усовершенствования командиров и начальников штабов авиадивизий при Краснознаменной Военно-воздушной академии. 4 июля 1955 года за успехи  в службе был награждён орденом Красной Звезды. 5 сентября 1955 года после их окончания направлен в заграничную командировку, где исполнял должность старшего военного советника командира авиадивизии при Венгерской народной армии. В ноябре 1956 года освобожден от занимаемой должности и откомандирован в распоряжение Управления кадров ВВС. В феврале 1957 года назначен начальником 327-го командного пункта Управления ВВС КБФ, с июля 1959 года занимал должность начальника 328-го командного пункта Управления ВВС Черноморского флота. С декабря 1959 года был начальником командного пункта Управления полетами штаба ВВС ЧФ. С июня 1965 года исполнял должность начальника 515-го командного пункта авиации ЧФ. 22 февраля 1968 года за успехи  в службе был награждён орденом Красной Звезды. 
18 марта 1969 года гвардии полковник Никитин уволен в запас.

## Награды
- орден Ленина (13.11.1941)[5][6]
- пять орденов Красного Знамени (14.11.1938[6],  21.04.1940[6],   21.10.1942[7],  26.07.1944[8], 30.04.1954[6][9])
- орден Ушакова II степени (19.07.1945)[6][10]
- орден Отечественной войны II степени (06.04.1985)[11][12]
- четыре ордена Красной Звезды (22.02.1939[6], 20.06.1949[6][9],  04.06.1955[13], 22.02.1968[6])
  - медали в том числе:
  - «За боевые заслуги» (03.11.1944)[14][9]
  -  «За оборону Ленинграда» (1943)[6]
  - «За победу над Германией в Великой Отечественной войне 1941—1945 гг.» (1945)[6]
  - «Ветеран Вооружённых Сил СССР» (1976)
- знак «50 лет пребывания в КПСС»